# Arvid Zethelius
Johan Arvid Zethelius,  född den 23 februari 1849 i Karlskrona, död den 2 augusti 1924 i Stockholm, var en svensk militär och försäkringsman.
Zethelius blev underlöjtnant vid fortifikationen 1871, kapten där 1885, major 1897 och slutligen överstelöjtnant i armén. Han var lärare vid Artilleri- och ingenjörhögskolan 1892–1900 och verkställande direktör i livförsäkringsbolaget Balder 1901–1921. Zethelius invaldes som ledamot av Krigsvetenskapsakademien 1899. Han blev riddare av Svärdsorden 1891 och av Nordstjärneorden 1901 samt kommendör av andra klassen av Vasaorden 1919. Zethelius innehade även guldmedalj för berömliga gärningar.